# دومينيك كينغ
دومينيك كينغ (بالإنجليزية: Dominic King) هو منافس ألعاب قوى بريطاني، ولد في 30 مايو 1983 في كولشيستر في المملكة المتحدة.

## وصلات خارجية
- دومينيك كينغ على موقع الاتحاد الدولي لألعاب القوى (الإنجليزية)
- دومينيك كينغ على موقع أوليمبيديا (الإنجليزية)
- دومينيك كينغ على موقع اللجنة الأولمبية البريطانية (الإنجليزية)